# I Pom-jong
I Pom-jong (hangŭl: 이범영, anglickou transkripcí Lee Bum-young; * 2. dubna 1989, Ulsan) je jihokorejský fotbalový brankář a reprezentant, v současné době hraje v jihokorejském klubu Gangwon FC.

## Reprezentační kariéra
Zúčastnil se Mistrovství světa 2014 v Brazílii, kde Jižní Korea obsadila s jedním bodem poslední místo v základní skupině H. Na šampionátu neodchytal žádný zápas (na svém kontě neměl v reprezentaci ani jeden start).
V A-mužstvu Jižní Korey debutoval až po světovém šampionátu 8. září 2014 v přátelském zápase proti Uruguayi (prohra 0:1).